# 就叫我负心人 (专辑)
《就叫我负心人》（英語：Call Me Irresponsible）是加拿大歌手麥可·布雷的第五张音樂專輯。该专辑于2007年5月1日通过143唱片和重奏唱片发行，由大卫·沃尔特·福斯特、温贝托·加蒂卡和鲍勃·洛克制作。专辑收录了多首经典传统流行歌曲传统流行歌曲，包括主打歌《就叫我负心人》、《永在我心》以及与大人小孩雙拍檔合作的歌曲《回家，宝贝》。专辑中还收录了两首原创歌曲，即《一切》和《迷失》，均由布雷与他人共同创作。
这张专辑主要受到评论界的好评，在十个国家的唱片排行榜上名列前茅，其中包括Canadian Albums Chart和Billboard 200，这是布勃莱的首张荣登多个榜单的专辑。加拿大音乐协会和美國唱片業協會分别以40万张和200万张的唱片认证数量将其分别评为四倍白金唱片和白金唱片。